# Bondville (Illinois)
Pour les articles homonymes, voir Bondville.
Bondville est un village du comté de Champaign dans l'Illinois, aux États-Unis,. Il est incorporé le 24 juin 1971.

## Démographie
Lors du recensement de 2010, le village comptait une population de 443 habitants. Elle est estimée, en 2016, à 439 habitants.

## Source de la traduction
- (en) Cet article est partiellement ou en totalité issu de l’article de Wikipédia en anglais intitulé « Bondville, Illinois » (voir la liste des auteurs).